# Merogomphus chaoi
Merogomphus chaoi là loài chuồn chuồn trong họ Gomphidae. Loài này được Yang & Davies miêu tả khoa học đầu tiên năm 1993.